# مجلة ويست (2020)
أويستي" (Oeste) منصة رقمية برازيلية أسبوعية، أسسها في 27 مارس 2020 كل من جاييرو ليال، وأوغوستو نونيس، وخوسيه روبيرتو غوزو. تركز تغطيتها على الصحافة السياسية، بخط تحريري يميني يدافع عن مواقف مثل المحافظة الاجتماعية والليبرالية الاقتصادية. تتمتع المنصة بتأثير كبير على وسائل التواصل الاجتماعي، وتثير غالبًا انقساماتٍ في الآراء؛ إذ يراها مؤيدوها مرجعًا موثوقًا، بينما ينتقدها خصومها متهمين إياها بالتحيّز ونشر المعلومات المضللة.

## تاريخ
"تأسست مجلة ريفيستا أويستي (Revista Oeste) في 27 مارس 2020 على يد الصحفيين جاييرو ليال وأوغوستو  وتركز على التقارير السياسية ، مع خط تحريري يتماشى مع اليمين السياسي البرازيلي،  والمحافظة الاجتماعية ، والليبرالية الاقتصادية .     كما أنها تشتهر بدعمها السياسي للرئيس جايير بولسونارو .  وغالبًا ما تثير الجدل باقتباسات معبرة من وسائل الإعلام الرئيسية.    ولهذا السبب، يتم تحديدها كوسيلة لنشر معلومات كاذبة،  وهو ادعاء تم رفضه قضائيًا في مناسبة واحدة على الأقل. 
تتميز الصحيفة بانتشار ملحوظ على وسائل التواصل الاجتماعي ، على الرغم من أنها ليست جزءًا من التيار الإعلامي الرئيسي ،  وليست تابعة لأي تكتل صحفي كبير.  حلل كاريوس وفييرا (2024)، على سبيل المثال، أن المنشورات المنشورة على وسائل التواصل الاجتماعي الخاصة بـ Revista Oeste تصل إلى العدد الإجمالي المقدر للملفات الشخصية أسرع بخمس مرات من النسخة الرقمية من O Globo ، مما يكشف عن تكيف أكبر مع البيئة الافتراضية،  ويظهر انتشارًا أسرع على هذه المنصات من وسائل الإعلام الأكثر رسوخًا.  يرجع جزء غير قابل للإهمال من هذا الوصول إلى نظام إعلان محرك البحث الناجح، وهي استراتيجية كانت ثابتة بين وسائل الإعلام المحافظة مثل <i id="mwZg">Brasil Paralelo</i> .  
منذ تأسيسها، جذبت مجلة ريفيستا أويستي كلًا من المتابعين والنقاد. ويتهم الأخيرون النشر بنشر معلومات متحيزة ومهاجمة المعارضين السياسيين بشكل غير متناسب،  بالإضافة إلى الترويج لخطاب الكراهية ، مثل رهاب المتحولين جنسيًا ، من منظور صحفي.  أشارت إحدى الدراسات، على سبيل المثال، إلى تداول مقالتين إخباريتين من المنفذ بين الجماعات المتورطة في هجمات 8 يناير في برازيليا .  في عام 2024، كانت أويستي من المرشحين النهائيين لجائزة الصحفيين الأكثر إثارة للإعجاب في صحافة الاقتصاد والأعمال والتمويل، مع ترشيح المراسلين أماندا سامبايو وكارلو كاوتي والمعلق لويس أرتور نوغيرا في فئة الصحفيين.  
"نشرت مجلة أويستي البرازيلية (Revista Oeste) بين عامي 2020 و2025 محتوياتٍ وُصفت بأنها تعزز الإسلاموفوبيا عبر تحليلاتٍ مثيرة للجدل. ففي مقالٍ بعنوان 'الإسلام والشيوعية' (14 يونيو 2024) للكاتب فلافيو غوردون، ورد: «الإسلام ليس مجرد دينٍ سياسي، بل هو دين إمبريالي منذ نشأته... يطرح مطالب إمبراطورية» ملمحًا إلى سعي الإسلام لـ«إقامة دولة عالمية تُفرَض الشريعة على جميع سكانها».وقد اعتُبر هذا الطرح مُجحفًا لتعميمه وصفَ 'الإمبريالية' و'التوتاليتارية' على الإسلام ككل، متجاهلًا تنوع ممارسات المسلمين، ومُرسِّخًا صورة نمطية عن الإسلام كتهديدٍ عالمي.
وفي مقال 'عينٌ مقابل إهانة' (24 فبراير 2023) لِبريندان أونيل، ذُكر: «على مَن يستخدمون مصطلح الإسلاموفوبيا... أن يروا ثمن هذه الأيديولوجيا» ربطًا بين النقد الديني وهجوم سالمان رشدي.> وناقدون رأوا في هذا الربطِ تبسيطًا يُحمِّل الإسلامَ مسؤوليةَ العنف، ويُصوِّر الدفاعَ عن المسلمين كـ«ضعف أخلاقي»، بينما دافع الكاتب عن حق النقد الديني.
كما تناول مقال 'فتيات فقيرات مُضحّى بهن على مذبح الأيديولوجيا' (17 يناير 2025) جرائمَ عصاباتٍ في بريطانيا، مُركزًا على «أصول باكستانية» للمتهمين (غالبية مسلمة). ورغم الإشارة لواقعة حقيقية، اتُّهم النصُّ بتعزيز الربط بين المسلمين والاعتداء الجنسي عبر تكرار السمة العرقية، وإيحاء أن 'التعددية الثقافية' تحمي المجرمين.
أخيرًا، قارن مقال 'ليس كل مسلم عربيًا...' (29 يونيو 2025) بين إسرائيل (وَصْفها بـ«الديمقراطية والتسامح») ودول الشرق الأوسط الأخرى (غالبية مسلمة) مُلمحًا لانعدام التسامح خارج إسرائيل. نُقد هذا التعميم لاختزاله تنوع المجتمعات المسلمة في صفة 'عدم التسامح'، وتصويرها ككتلةٍ معادية للحريات."
 في عام 2022، بقرار بالإجماع، تم تصنيف مجلة Revista Oeste كمصدر غير موثوق به على ويكيبيديا الناطقة بالبرتغالية .    [ ملاحظة 1 ] في عام 2023، خفض موقع YouTube تحقيق الدخل من قناة المجلة مشيرًا إلى "محتوى ضار"، والذي انتقده محرروها على نطاق واسع.  اتهم النقاد المجلة، التي تورطت في بعض الأحيان في الجدل، بنشر أخبار كاذبة ،  وهو ادعاء ينفيه موقع Revista Oeste وأتباعه. 

## المساهمين البارزين
- أدريليس خورخي
- ألكسندر جارسيا
- آنا باولا هينكل
- أوغوستو نونيس
- جيلهيرمي فيوزا
- جيه آر جوزو
- رودريغو كونستانتينو
- ثيودور دالريمبل
- تياغو بافيناتو